# Zhang Fei

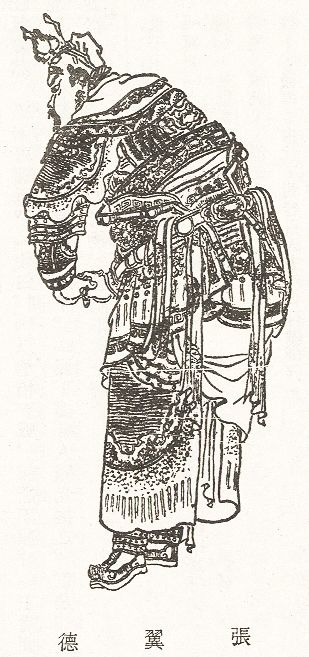
Zhang Fei

Zhang Fei  (167 -221 dC) foi um general de Shu, durante a era dos Três Reinos da China. Zhang Fei foi  um mestre geral e não apenas um guerreiro. Ele tratava seus superiores com respeito, mas tinha pouco respeito por seus subordinados. Ele foi muitas vezes avisado por Liu Bei que seu hábito de punir com excessos seus próprios soldados poderia trazer más consequências. Era irmão jurado de Guan Yu e Liu Bei, considerado um grande e forte homem que usava como arma uma lança com lamina singular, que diz a lenda pesava dez quilos.
Na Batalha de Chan Ban guardou a posição com sucesso na ponte e desse modo atrasando as tropas de Cao Cao que tinham o objetivo de capturar Liu Bei.
Morreu pelos seus próprios soldados enquanto dormia em 221. Posteriormente foi concedido o título de um dos Cinco Generais Tigres.
Zhang Fei teve dois filhos, Zhang Bao e Zhang Shao, o primeiro morreu antes dele e, assim, o segundo foi sucessor dele.

## Fatos triviais
Diz a lenda, que na noite Zhang Fei foi assassinado pelos seus soldados, Zhang e Jiang Fan encontraram ele dormindo com os olhos abertos e estavam prestes a abandonar o seu quarto, mas o seu ronco revelou que ele estava realmente dormindo. Na China moderna, quando alguém dorme na cautela ou com os olhos semi-abertos são por vezes referido como "os olhos Zhang Fei".